# 耗羡歸公
耗羨歸公又稱火耗歸公，中國歷史上，地方官向民眾徵收稅金時，會以運送與鎔鑄等耗損為由，多徵銀兩，更稱為「火耗」或「耗羨」，但耗羨的範圍大於火耗，因還包含了雀鼠耗等項目。
漢朝時，每缴粮食一石，加耗两斗，后汉隐帝时，雀鼠耗由纳粮一石加耗两斗增到四斗。此後耗羨作爲中國歷代官員的陋規收入近乎一種公開狀態。清代康熙後期虧空嚴重。康熙帝一方面宣布“永不加赋”，一方面对官吏税外收费只能默許。康熙四十五年（1706年）七月，御史袁橋彈奏山西巡撫噶禮“縱庇貪婪”，“通省錢糧，每兩索火耗銀二錢，除分補大同、臨汾、洪洞、襄陵、翼城、臨晉、聞喜、崞縣、長治、介休諸處虧空外，入己銀共四十余萬兩。”康熙五十四年（1715年）至六十一年（1722年）二月，直省虧空銀九百一十三萬兩，米谷二百四十二萬余石。
康熙六十一年（1722年），川陝總督年羹堯和陝西巡撫噶什圖最早提出耗羨歸公建議，但遭到了康熙帝的斥責而未果。雍正時山西巡撫諾岷、布政使高成齡請提解火耗歸公。雍正元年（1723年）十一月正式實施耗羡归公，最早在山西推行，當年就有湖廣、河南、山東等省份奏報實施耗羨歸公。雍正二年（1724年）七月，正式推廣至全國，将明朝以降的“耗羨”附加税改為法定正税，並制度養廉銀，用意在打擊地方官吏的任意攤派行為。
耗羡归公終究是陋規合法化成為正稅的結果，難免有“加賦”之嫌。乾隆帝继位，对耗羡归公和养廉银的政策頗有異議，與臣下商讨是否继续实行。有官员表示希望恢复耗羡私征制度，但大多数人认为应当坚持。钱陈群认为耗羡提解以来，“吏治肃清，民亦安业”。兵部主事彭端淑亦称耗羡归公是“万世不易之法”。最後乾隆表示：“此事当从众议，仍由旧章。」

## 研究書目
- Madeleine Zelin（曾小萍）著，董建中譯：《州縣官的銀兩——18世紀中國的合理化財政改革》（北京：中國人民大學出版社，2005）。